# Острожская академия
Национа́льный университе́т «Остро́жская акаде́мия» (укр. Національний університет «Острозька академія») — национальный автономный исследовательский университет Украины, расположенный в городе Острог в Ровенской области Украины. Название университет получил в память об Острожской школе XVI—XVII веков, ставшей одним из старейших православных образовательных центров в Восточной Европе. 
Современный университет расположен в помещениях бывшего Монастыря капуцинов (1775—1832) и Женского училища им. графа Дмитрия Блудова (1865—1922), а также в новом корпусе.

## История

### XVI—XVII века

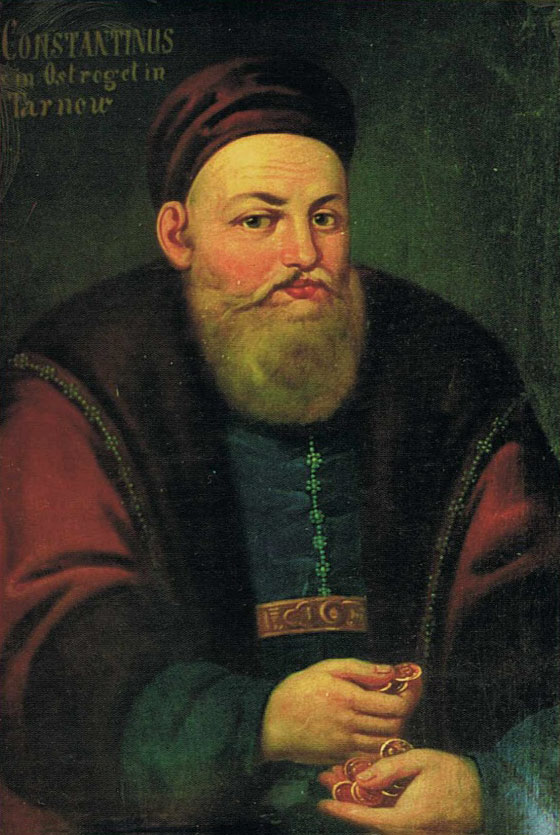
Князь Константин Острожский

Острожская славяно-греко-латинская школа, основанная в Речи Посполитой в 1576 года князем Константином Острожским, стала одним из первых учебных заведений нового типа на территории современной Украины и всей Восточной Европы, уступавшим только Виленской академии. Хотя в своё время за школой закрепилось имя академии, а не университета, она была организована по образцу западноевропейских университетов той эпохи. В основе программы обучения лежала система семи свободных наук: изучались грамматика, диалектика, риторика, арифметика, геометрия, астрономия и музыка. Также изучались высшие науки: философия, богословие и медицина. В программу обучения входило изучение пяти языков: церковно-славянского, польского, греческого, древнееврейского и латыни.
Вместе с Острожской типографией Острожская школа стала мощным культурно-образовательным центром, собравшим вокруг себя многих учёных и просветителей того времени. Первым ректором был Герасим Смотрицкий, в школе преподавали такие известные люди как Демьян Наливайко, Василий Суражский, Кирилл Лукарис, Ян Лятос (Лятош), Иван Княгиницкий, Клирик Острожский, Симон Пекалид, Григорий Голубников и прочие. Здесь в 1581 году впервые была подготовлена и напечатана первая полная церковнославянская Библия — Острожская Библия. Это масштабное по тиражу и объему издание, напечатанное книгопечатником Иваном Федоровичем, было одной из главных целей основания типографии, так как оно должно было стать культурным противовесом польской католической экспансии. После отъезда Ивана Федоровича обратно во Львов в 1582 году Острожская типография не остановилась и продолжила свою работу. Науке известны 27 наименований книг, напечатанных в этой типографии.
Сразу с созданием высшей школы и типографии Константин Острожский организовывает при школе Острожский научно-литературный кружок, в участие в котором стремится привлечь многих талантливых учёных и мыслителей, в том числе из-за рубежа. Ему удаётся не просто собрать преподавателей для чтения лекций, но собрать целый творческий коллектив, подразумевающий обмен разным опытом и развитие для его членов. Особенности этому объединению придавало то, что в нем удалось создать почти уникальное на тот момент сочетание Византийской и Западной культур на фоне видимого обострения отношений между ними.
Острожский смог собрать значительную группу профессоров, некоторые из которых были исключены из Краковской академии из-за острых конфликтов с католическим духовенством или с королевской властью, ревниво его поддерживающей. Самый известный пример — доктор медицины, декан лечебного факультета Краковской академии, математик и астроном Ян Лятош, преследуемый церковной иерархией и иезуитами за критику папской календарной реформы, лишившись научного поста в Кракове, принимает условия князя Острожского и переезжает к нему в Острог. Лятош становится личным врачом князя, а также профессором математики и первым деканом астрономии Острожской академии.
Также в академию из-за рубежа приезжают многочисленные греческие учёные, которые впоследствии стали частыми в Остроге гостями. Среди работающих и преподающих в Остроге греков были: экзарх Вселенского Патриарха архидиакон Никифор Парасхес-Кантакузин, архиепископ Кизический Дионисий Ралли, будущий Патриарх Александрийский, а затем Патриарх Константинопольский Кирилл Лукарис, ставший также вторым ректором Острожской академии, и другие. Тот факт, что такие образованнейшие люди своего времени тесно сотрудничали с Острожской академией, вели здесь исследовательскую и учебную работу, свидетельствует об уровне учебного заведения и о его статусе и репутации.
Среди выпускников академии были: автор выдающейся «Грамматики» Мелетий Смотрицкий (сын первого ректора), малороссийский полководец, гетман Войска Запорожского Петр Конашевич-Сагайдачный, архимандрит Киево-Печерской лавры, основатель Лаврского печатного двора Елисей Плетенецкий, малороссийский писатель-полемист, философ, автор знаменитого «Апокрисиса» Христофор Филалет и другие.
Смерть князя в 1608 году пошатнула положение академии, оставшейся без покровителя и прежнего финансирования. Наследников, готовых продолжить дело отца, у князя не было: единственный переживший отца сын, Иван Константинович Острожский, кроме того, что давно уже был католиком (первый из Острожских принял католичество), он ненадолго пережил своего отца, умерев в 1620 году, не оставив наследника мужского пола. Его единственный сын Януш Владимир (1617—1618) умер в младенчестве.
С основанием в Остроге иезуитской коллегии в 1624 году школа пришла в упадок и в 1636 году прекратила своё существование.

### Второе открытие
1989 год — с целью возрождения национального культурного наследия Острога и Острожской академии создано краеведческое общество «Спадщина» (Наследие), которое возглавил местный учитель истории, краевед и общественный деятель Пётр Зотович Андрухов.
Январь 1993 года — по инициативе главы общества «Спадщина» П. З. Андрухова, городского головы Н. В. Грищука и доктора исторических наук Н. П. Ковальского состоялся съезд острожан, который провозгласил необходимость возрождения Острожской академии. Для осуществления этой цели был создан организационный комитет.
13 октября 1993 года — состоялось собрание интеллигенции Острога, на котором снова рассматривался вопрос о возрождении Острожской академии. Постановление собрания стало основой для обращения к Президенту Украины Л. М. Кравчуку.
Декабрь 1993 года — состоялась первая встреча головы горсовета Н. В. Грищука с вице-премьер-министром по гуманитарным вопросам академиком Н. Г. Жулинским, на которой обсуждались пути возрождения академии.
18 января 1994 года острожский городской совет принял решение подать ходатайство относительно решения вопроса о восстановлении в Остроге государственного университета «Острожская академия». После чего Л. М. Кравчуку было отправлено соответствующее письмо, в котором детально освещалось значение Острожской славяно-греко-латинской академии XVI века для духовного развития украинской нации и затрагивался вопрос о её восстановлении.
24 марта 1994 года ректор Киево-Могилянской академии Вячеслав Брюховецкий отправил письмо Президенту Украины Л. М. Кравчуку, в котором поддержал начинания острожан. Идею возрождения академии поддержали голова Областного совета Р. Василишин, заместитель министра образования В. Бабак, советник Президента по вопросам территорий В. Руденко.
12 апреля 1994 год Президент Украины Л. М. Кравчук утвердил указ № 158/94 «Об образовании Острожского коллегиума». Первым ректором восстанавливаемого вуза стал Игорь Пасечник.
7 декабря 1994 года в Острожском высшем коллегиуме начали обучение 100 первых студентов.
5 июня 1996 года был обнародован указ Президента Л. Д. Кучмы № 403/96 «О переименовании Острожского коллегиума в академию».
22 января 2000 года Острожской академии был присвоен статус университета, а 30 октября этого же года университет «Острожская академия» получил статус национального.
22 июня 2007 года на базе Острожской академии была открыта виртуальная научная библиотека.
В 2009 году Кабинет министров Украины предоставил университету статус самоуправляемого исследовательского вуза.

## Современная структура

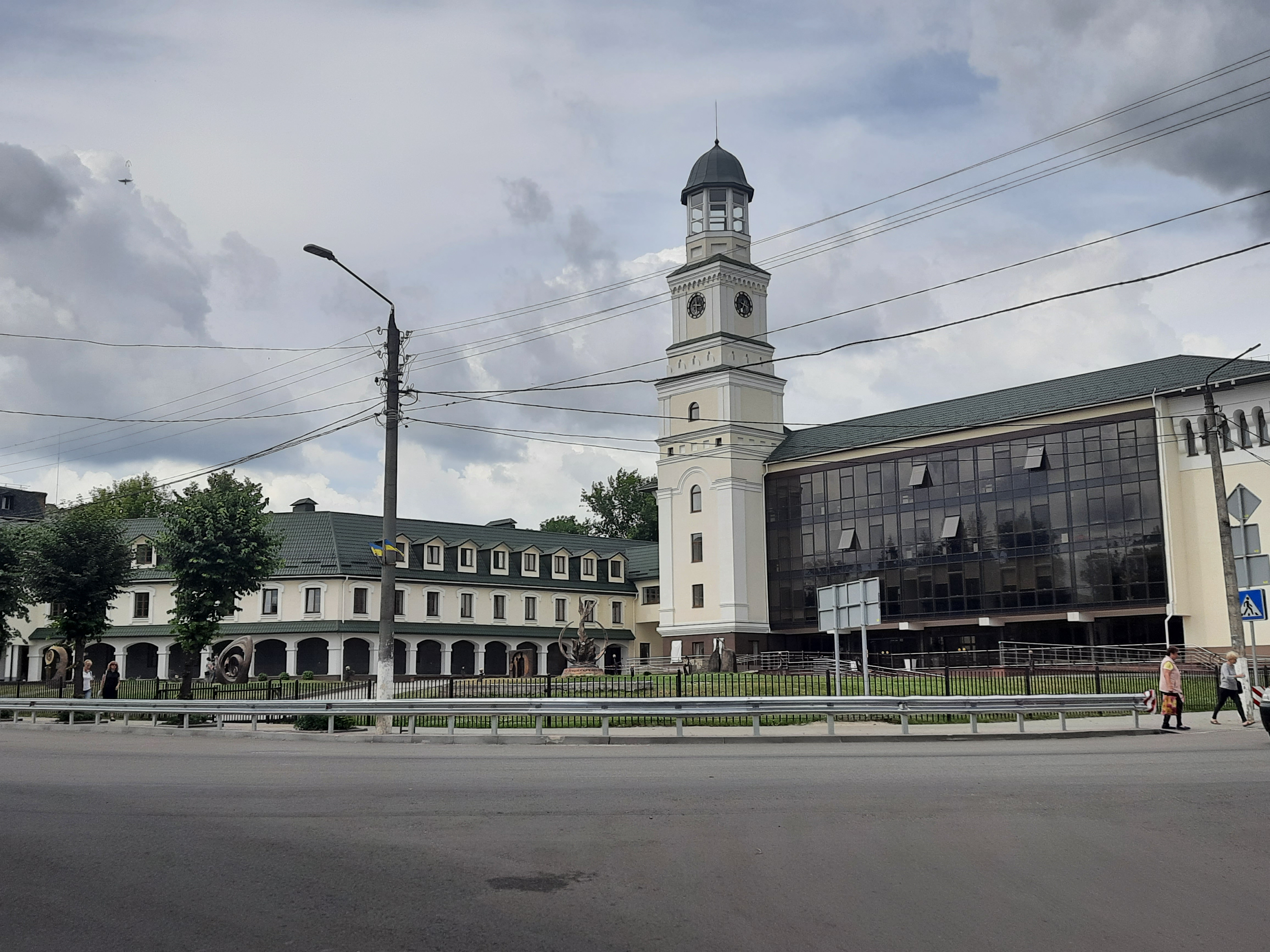
Новый корпус

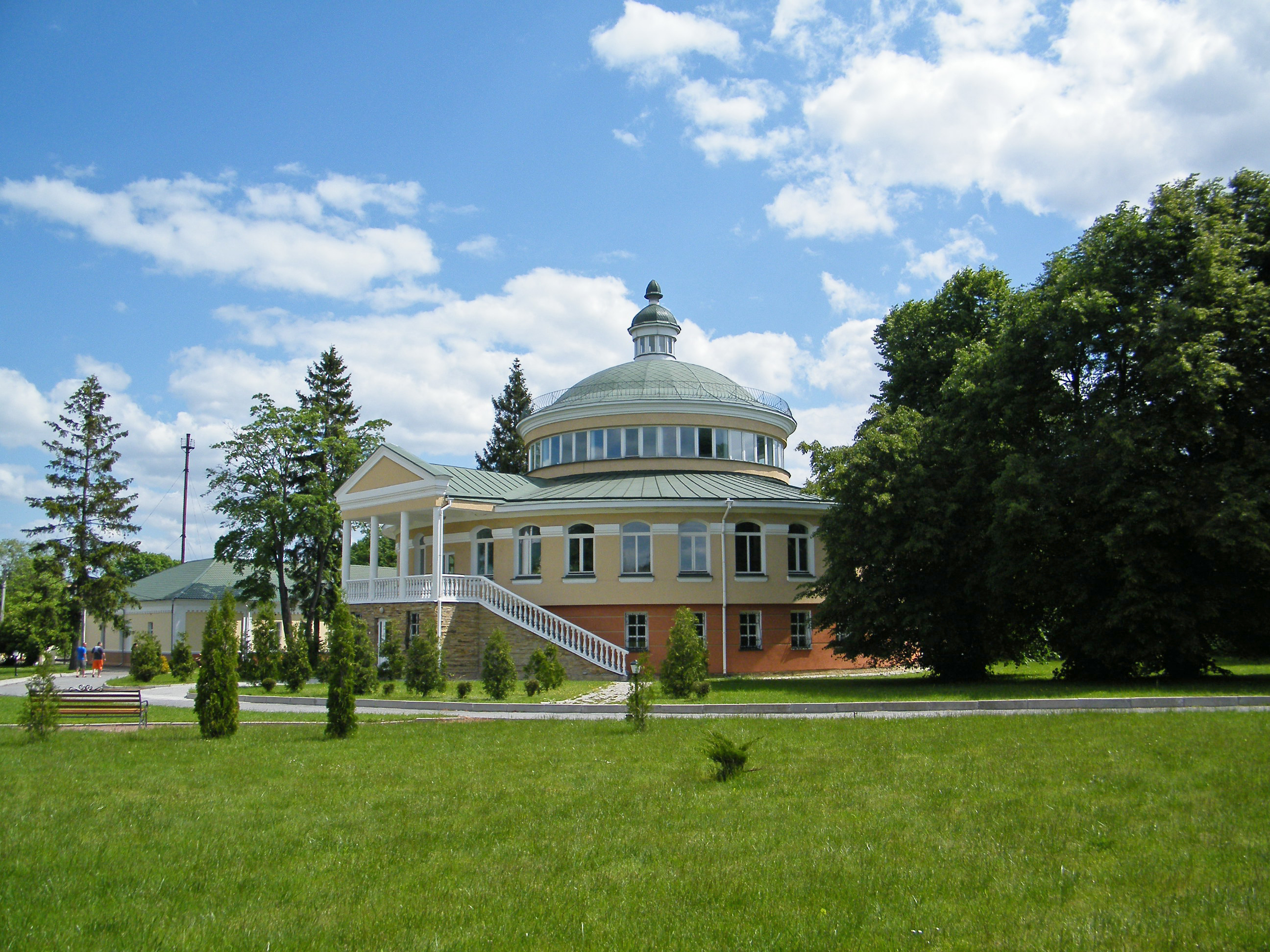
Библиотека академии

### Факультеты
- Гуманитарный
- Романо-германских языков
- Экономический
- Политико-информационного менеджмента
- Международных отношений

### Учебные институты
- Институт права им. И. Малиновского

### Отделения
- Институт довузовского, заочного и дистанционного обучения
- Отдел связей с общественностью
- Отдел трудоустройства
- Отдел международного сотрудничества

### Подразделения
- Музей истории Острожской академии
- Институт исследования украинской диаспоры
- Институт социальных исследований
- Научная библиотека
- Кафедра физического воспитания и спорта

## Рейтинг и репутация
Согласно рейтингу Министерства образования и науки Украины — 2013, Острожская академия заняла 5-е место среди вузов Украины в категории «Классические университеты».